# Еловка (приток Берёзовки)
Еловка — река в России, протекает в Чердынском районе Пермского края и Троицко-Печорском районе Республики Коми. Устье реки находится в 40 км по левому берегу реки Берёзовки. Длина реки составляет 59 км, площадь водосборного бассейна 551 км².
Исток реки на северо-востоке Пермского края на границе с Республикой Коми, в западных предгорьях Северного Урала. Исток лежит на водоразделе Волги и Печоры, рядом с истоком Еловки начинается река Чернава (приток Волосницы). Еловка течёт на запад, русло сильно извилистое, в нижнем течении образует многочисленные старицы. Всё течение проходит по ненаселённому, сильно заболоченному лесу. В среднем течении на реке — нежилая деревня Сосновка. В нижнем течении перетекает в Республику Коми, где и впадает в Берёзовку в урочище Усть-Еловка. Ширина реки у устья — около 15 метров.

## Притоки (км от устья)
- 1 км: река Вогулка (пр)
- 19 км: река Малиновка (пр)
- 27 км: река Маслянка (пр)

## Данные водного реестра
По данным государственного водного реестра России относится к Камскому бассейновому округу, водохозяйственный участок реки — Кама от водомерного поста у села Бондюг до города Березники, речной подбассейн реки — бассейны притоков Камы до впадения Белой. Речной бассейн реки — Кама.
Код объекта в государственном водном реестре — 10010100212111100006321.